# Herberto Hélder
Herberto Helder de Oliveira (ur. 23 listopada 1930 w Funchal, zm. 23 marca 2015 w Cascais) – poeta portugalski.
Studiował prawo oraz filologię romańską na Uniwersytecie w Coimbrze, ale porzucił studia przed ich ukończeniem. Przebywając w Lizbonie, pracował m.in. jako dziennikarz, meteorolog, spiker radiowy oraz redaktor tekstów literackich. W 1958 roku wydany został jego debiutancki tom poezji, zatytułowany O Amor em Visita (Miłość w gościach). Wiele podróżował po Europie (Francja, Belgia, Holandia) oraz Afryce. W latach 1971–1975 przebywał w Angoli.
Unikał wystąpień publicznych, nie udzielał wywiadów i nie przyjmował nagród.

## Wybrana twórczość

### Poezja
- O Amor em Visita (1958)
- A Colher na Boca (1961)
- Poemacto (1961)
- Lugar (1962)
- Electrònicolírica (1964)
- Húmus: poema-montagem (1967)
- Retrato em Movimento (1967)
- Ofício Cantante: 1953-1963 (1967)
- O Bebedor Nocturno (1968)
- Vocação Animal (1971)
- Poesia Toda (1973)
- Cobra (1977)
- O Corpo o Luxo a Obra (1978)
- Photomaton & Vox (1979)
- Flash (1980)
- A Plenos Pulmões (1981)
- Poesia Toda 1953-1980 (1981)
- A Cabeça entre as Mãos (1982)
- As Magias (1987)
- Última Ciência (1988)
- Poesia Toda (1990) (ISBN 972-37-0252-5)
- Do Mundo (1994)
- Poesia Toda (1996) (ISBN 972-37-0184-7)
- Ouolof: poemas mudados para português (1997)
- Poemas Ameríndios: poemas mudados para português (1997)
- Doze Nós Numa Corda: poemas mudados para português (1997)
- Fonte (1998)
- Ou o poema contínuo: súmula (2001) (ISBN 972-37-0627-X)
- Ou o poema contínuo (2004) (ISBN 972-37-0954-6)
- A Faca Não Corta o Fogo – Súmula & Inédita (2008)
- Ofício Cantante – Poesia Completa (2009)
- Servidões (2013)
- A Morte Sem Mestre (2014)
- Poemas Completos (2014)
- Poemas Canhotos (2015)

### Proza
- Os Passos em Volta (1963)
- Apresentação do Rosto (1968).
- A Faca Não Corta o Fogo (2008).